# Carl Stellan Mörner
Carl Stellan Mörner af Morlanda, född 9 mars 1761 på Gåvetorp, Småland, död 24 juli 1834 på Kronobergs kungsgård, var en svensk greve och ämbetsman

## Biografi
Carl Stellan Mörner var son till överstelöjtnant greve Carl Gustaf Mörner och Sofia Elisabet Steuch.
Mörner blev inskriven som korpral vid Södra skånska kavalleriregementet vid sju års ålder. Han steg snabbt i graderna och blev kornett vid Bohusläns gröna dragoner 1775, kapten 1783, major vid Kronobergs regemente. Han drog ut i Gustav III:s ryska krig år 1788.
1792 gifte han sig med friherrinnan Eva Carolina Leijonhufvud, samma år blev han överstelöjtnant och utnämndes året därefter, trettiotvå år gammal, till landshövding över Kronobergs län. Vid missväxten 1799 ställde Mörner sin egen kredit till de fattigas förfogande. 1813 bildade han Hushållningssällskapet som utövade stor verksamhet för länets odling.
1815 fick han presidents namn, heder och värdighet. 1818 blev han serafimerriddare och utnämndes 1824 till en av rikets herrar. Som riksdagsman intog han en medlande och fredsstiftande ställning mellan de ministeriella och oppositionen och åtnjöt från båda hållen ett stort förtroende. Vid 66 års ålder sökte och erhöll han avsked från sin landshövdingbefattning.
Han var gift med friherrinnan Eva Leijonhufvud. Deras son Carl Mörner (1792–) var landshövding, och Knut Stellan major. Deras båda döttrar var ogifta.